# 茨城県道301号大津港停車場線

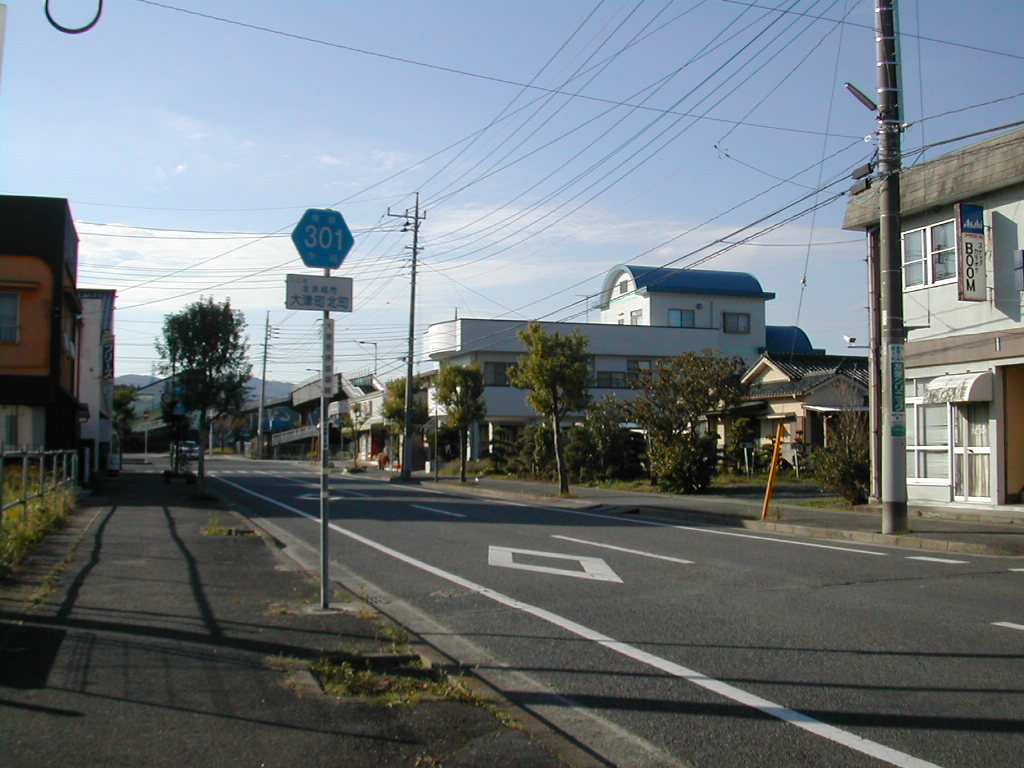
茨城県道301号大津港停車場線
北茨城市大津町北町2丁目

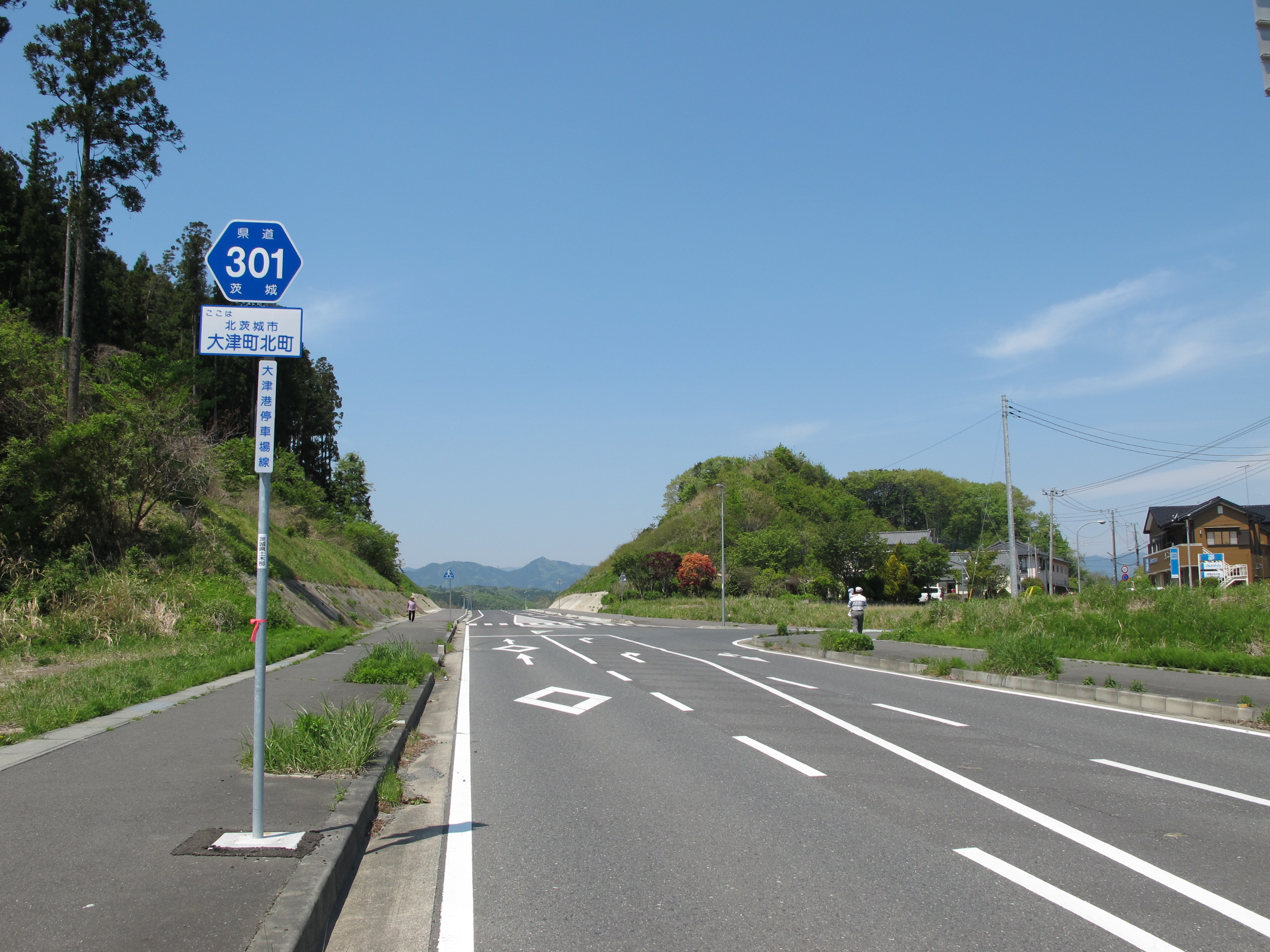
北茨城市大津町北町（2014年5月）

茨城県道301号大津港停車場線（いばらきけんどう301ごう おおつこうていしゃじょうせん）は、茨城県北茨城市内を通る県道で、JR常磐線大津港駅と接続するための道路である。

## 概要
北茨城市内のJR大津港駅から国道6号交点（美術館入口交差点）まで東西に結ぶ一般県道である。旧道は大冨士神社のある丘を避けるよう住宅沿線の狭い道路であったが、本県道の指定を受けた北茨城都市計画道路 3・4・3号 平潟港線の整備により、この丘を開削した切り通しの新道が開通し、大津港駅前から国道6号まで一直線の道路となった。

### 路線データ
- 起点：北茨城市大津町北町（大津港駅）[3]
- 終点：北茨城市大津町北町字藤野腰1019番2地先（国道6号・茨城県道354号五浦海岸線交点）[4]
- 総延長：742 m[5]
- 重用延長：なし[5]
- 未供用延長：なし[5]
- 実延長：742 m[5]
- 自動車交通不能区間延長[注釈 1]：なし[5]

## 歴史
1959年（昭和34年）10月14日、新たな県道として北茨城市大津町大津港停車場を起点とし、一級国道六号線交点を終点とする区間を本路線とする県道大津港停車場線として茨城県が県道路線認定した。1995年（平成7年）、整理番号301となる。かつて、現道路の北側に並行した旧道があったが狭隘な道路であったため、平成12年度より街路整備事業により現在の道路が都市計画道路平潟港線として整備が進められ、2013年（平成25年）に開通した。

### 年表
- 1897年（明治30年）2月25日：大津港駅（旧関本駅）が開業する。
- 1920年（大正9年）4月1日：現在の路線の前身である平潟関本停車場線が路線認定される[6]。
- 1928年（昭和3年）3月1日：現在の路線の前身である平潟塙線が路線認定される[7]。
- 1959年（昭和34年）10月14日
  - 現在の路線が路線認定される（図面対照番号122）[8]。
  - 道路の区域は、北茨城市大津町の大津港停車場から北茨城市大津町の一級国道六号線（現、国道6号）交点までと決定される[3]。
- 1964年（昭和39年）7月3日：車両制限令第5条1項[注釈 2]に基づく指定（路線対象番号122 大津港停車場線：大津港線分岐点 - 国道6号線交点）を受ける[9]。
- 1974年（昭和49年）11月7日：北茨城市大津町北町の土地区画整備事業に伴う付け替え街路（234 m）の道路区域を指定[10]。
- 1976年（昭和51年）10月25日：北茨城市大津町北町の土地区画整理に伴う付け替え街路（234 m）を供用開始[11]。
- 1995年（平成7年）3月30日：整理番号181から現在の番号（整理番号301）に変更される[12]。
- 2005年（平成17年）7月21日：国道6号と美術館入口交差点で接続する北茨城市大津町北町字藤野腰（延長118 m）の都市計画道路平潟港線の一部が本県道バイパスとして供用開始[13][14]。
- 2013年（平成25年）9月26日：北茨城市大津町北町2丁目 - 同市大津町北町字藤野腰まで（延長426 m）の都市計画道路平潟港線が本県道バイパスとして全線開通する[2][15]。
- 2014年（平成26年）2月27日：北茨城市大津町北町2丁目 - 同市大津町北町字藤野腰までの旧道区間（延長683 m）が指定解除されて市道に降格する[1]。

## 地理

### 通過する自治体
- 茨城県北茨城市

### 交差する道路
- 国道6号（終点）
- 茨城県道354号五浦海岸線（終点）

### 沿線
- JR常磐線 大津港駅